# Mary Mumford, 15. Lady Herries of Terregles
Mary Katharine Mumford, 15. Lady Herries of Terregles, DCVO (geborene Fitzalan-Howard, * 14. August 1940; † 7. April 2017) war eine britische Peeress.

## Leben
Lady Herries wurde als zweite von vier Töchtern von Bernard Fitzalan-Howard, 16. Duke of Norfolk und 13. Lord Herries of Terregles und seiner Frau Hon. Lavinia Strutt geboren.
1986 heiratete sie Group Captain Anthony Mumford, CVO, OBE, der 2006 starb.
Als ihre ältere Schwester Anne Cowdrey, 14. Lady Herries of Terregles 2014 ohne Nachkommen starb, erbte sie deren Adelstitel als 15. Lady. Da sie kinderlos blieb, erbte ihre jüngste Schwester, Jane Kerr, Marchioness of Lothian, Ehefrau des konservativen Politikers Michael Kerr, 13. Marquess of Lothian, bekannt als Michael Ancram, 2017 ihren Titel als 16. Lady Herries of Terregles.

## Ehrungen
Lady Herries (damals Lady Mary Mumford) diente seit 1964 als Lady-in-Waiting von Princess Alexandra. Hierfür wurde sie 1982 zum Commander of the Royal Victorian Order und 1995 zum Dame Commander of the Royal Victorian Order ernannt.